# Batalla de Montebello (1800)
La batalla de Montebello (1800) se libró el 9 de junio de 1800 cerca de Montebello en Lombardía. Durante el período previo a la batalla de Marengo, la vanguardia del ejército francés en Italia se enfrentó y derrotó a una fuerza austriaca en una «gloriosa victoria».

## Antecedentes
La captura de Milán por Napoleón el 2 de junio encontró al ejército austriaco separado en tres concentraciones mayores y varias menores. El general Michael Melas mantuvo Turín con 18 000 hombres, los 16 000 soldados del Feldmarschall-Leutnant (FML) Peter Ott permanecieron cerca de Génova, donde aseguraron la rendición de la guarnición hambrienta del general de división André Masséna el 4 de junio, y el FML Anton von Elsnitz con 8000 soldados retirados de la Riviera. Al este de Milán, el FML Josef Philipp Vukassovich tenía 4000 hombres. Al sur del río Po, el FML Andreas O'Reilly von Ballinlough marchó hacia el este hacia Piacenza con 3000 hombres. Fuertes guarniciones tripulaban las fortalezas de Alessandria, Cuneo y Casale. Melas creía que tenía mucho tiempo para reunir a su ejército y lanzar una contraofensiva al norte de Piacenza.
El general de división Jean Lannes se trasladó al sur de Milán con su cuerpo, apoderándose de Pavía el 3 de junio y siendo rechazado inicialmente por la pequeña guarnición de 400 hombres de Piacenza. En una serie de operaciones el 6 de junio, los generales de división Joachim Murat y Jean Boudet transportaron sus tropas a través del Po al este de Piacenza, mientras que Lannes cruzó el Po al oeste de la ciudad. Murat luego invadió Piacenza mientras Lannes empujaba a O'Reilly hacia el oeste. Estas acciones colocaron a las fuerzas francesas directamente en la principal línea de comunicación austriaca entre Alessandria y Mantua en el estratégico desfiladero de Stradella. Mientras tanto, Murat capturó un conjunto de despachos austriacos que revelaron que Génova había caído. Ante una nueva situación, Napoleón dio órdenes de presionar a los austriacos.
El 7 de junio, la columna de Ott marchaba hacia el norte desde Génova. El cuerpo de Ott llegó a Voghera a las 8 pm del 8 de junio para unirse a O'Reilly. Una patrulla reportó tropas francesas hacia el este. Ott dirigió A O'Reilly con seis batallones de infantería y cuatro escuadrones de caballería para defender el pueblo de Casteggio en la carretera principal este-oeste.
Mientras tanto, el ejército francés se extendió demasiado. Creyendo que sus enemigos no podían estar en fuerza, Napoleón envió una nota a Lannes: «Si las tropas se presentaran entre Voghera y Stradella, que fueran atacadas sin precaución; son, ciertamente, menos de 10 000 hombres». Lannes planeaba continuar marchando hacia el oeste. Esto pondría a sus 8000 hombres en contacto con el cuerpo de Ott de 18 000.

## Fuerzas
Fuerzas francesas: Jean Lannes
Cuerpo: Lannes (8000)
- División: François Watrin
  - 6ª Demi-brigada Légère
  - 22ª Demi-brigada de Ligne
  - 40.ª Demi-brigada de Ligne
- Guardia avanzada: Joseph Antoine Marie Michel Mainoni
  - 28.ª Demi-brigada de Ligne
- Unidades adjuntas:
  - 12º Húsares, 2 baterías, artillería de la Guardia Consular

Cuerpo: Claude-Victor Perrin (6000)
- División: Chambarlhac
  - 24.ª Demi-brigada Légère
  - 43.ª Línea Demi-brigade de Ligne
  - 96.ª Línea Demi-brigade de Ligne

Fuerzas austriacas: Ott
- Comandantes de división: Vogelsang, Schellenberg O'Reilly
  - Regimiento de Infantería Reisky (IR) No. 13 (3 batallones)
  - Stuart IR No. 18 (3 mil millones)
  - Splenyi IR No. 51 (3 mil millones)
  - Jellacic IR No. 53 (3 mil millones)
  - Josef Colloredo IR No. 57 (3 bns)
  - Ottocaner Grenz IR No. 2 (1 bn)
  - Oguliner Grenz IR No. 3 (2 mil millones)
  - Lobkowitz Dragones No. 10
  - Húsares de Nauendorf No. 8
  - Archiduque Josef Húsares No. 2

## Batalla
En la mañana del 9 de junio, la 6° Demi-brigada de infantería ligera perteneciente al general de división François Watrin chocó contra una posición austriaca e inmediatamente atacó. El jefe de personal de Melas, el mayor general Anton von Zach estaba en la escena y aconsejó a Ott que no iniciara una batalla. Ott lo anuló. Watrin alimentó agresivamente a sus unidades en la batalla, pero encontró sus tres semibrigadas, dos baterías y un regimiento de caballería opuestos por una fuerza superior. Ott se deshizo de 26 batallones de infantería y 15 escuadrones de caballería, pero sus 35 cañones causaron a los franceses el peor problema.
Durante cinco horas, los soldados franceses superados en número trataron de romper la posición austriaca. Dos veces se apoderaron de Casteggio, pero fueron expulsados por las tropas de O'Reilly. Los intentos de flanquear a la izquierda austriaca fueron rechazados por los dragones de Lobkowitz y una batería de artillería. Los 12º Húsares cargaron repetidamente para evitar que la infantería francesa fuera invadida por los dragones austriacos. Nueve batallones austriacos defendieron una colina al sur del pueblo, mientras que, a poca distancia al oeste, cinco batallones esperaban en reserva en el pueblo de Montebello. Los franceses recibieron algo de ayuda cuando llegaron las tres piezas de campo de la Guardia Consular y otras unidades.
Cuando el comando de Lannes se acercaba a su punto de quiebre alrededor de la 1:00 pm, la división del general de división Jacques-Antoine de Chambarlhac de Laubespin del cuerpo de Claude-Victor Perrin llegó a la escena. Víctor envió la 43° Línea al mando del general de brigada Olivier Macoux Rivaud de la Raffinière para atacar a la derecha enemiga, la 24° Ligera para asaltar la izquierda austriaca y la 96° Línea para cargar el centro. A pesar del intenso fuego de artillería austriaco, la presión combinada obligó a retroceder a los cansados soldados de Ott y convenció a ese general para que ordenara una retirada gradual. Los batallones de O'Reilly mantuvieron a Casteggio hasta el final y el Regimiento Reisky casi fue aniquilado. Los sobrevivientes de O'Reilly y la numerosa caballería austriaca cubrieron la retirada.

## Resultado
Los austriacos informaron haber perdido 659 muertos, 1445 heridos y 2171 capturados, así como dos piezas de campo perdidas. Los franceses reclamaron solo 600 bajas, pero una evaluación más realista es que sufrieron alrededor de 3000 pérdidas. «Sin embargo, la batalla de Montebello no comprometió fatalmente la situación de Melas. Su estrategia para reunir sus fuerzas y luego atacar siguió siendo sólida». Por otro lado, «la moral austriaca sufrió una grave recaída, y Melas permaneció como hipnotizado alrededor de Alessandria durante los siguientes cinco días sin hacer ningún movimiento significativo, esperando que sus tropas completaran su concentración». El siguiente enfrentamiento sería la decisiva batalla de Marengo el 14 de junio.
Jean Lannes se distinguió en esta batalla, por la que fue galardonado con el título de duque de Montebello en 1808.